# Cumberland (Maine)
Cumberland és una població dels Estats Units a l'estat de Maine (EUA). Segons el cens del 2000 tenia 7.159 habitants.

## Demografia
Segons el cens del 2000, Cumberland tenia 7.159 habitants, 2.548 habitatges, i 2.046 famílies. La densitat de població era de 106 habitants per km².
Dels 2.548 habitatges en un 42,3% hi vivien nens de menys de 18 anys, en un 71% hi vivien parelles casades, en un 7,1% dones solteres, i en un 19,7% no eren unitats familiars. En el 15,7% dels habitatges hi vivien persones soles el 7,2% de les quals corresponia a persones de 65 anys o més que vivien soles. El nombre mitjà de persones vivint en cada habitatge era de 2,8 i el nombre mitjà de persones que vivien en cada família era de 3,14.
Per edats la població es repartia de la següent manera: un 30,4% tenia menys de 18 anys, un 3,6% entre 18 i 24, un 27,7% entre 25 i 44, un 27,3% de 45 a 60 i un 11% 65 anys o més.
L'edat mediana era de 39 anys. Per cada 100 dones de 18 o més anys hi havia 91,4 homes.
La renda mediana per habitatge era de 67.556 $ i la renda mediana per família de 76.571 $. Els homes tenien una renda mediana de 49.538 $ mentre que les dones 37.367 $. La renda per capita de la població era de 33.644 $. Entorn del 2,4% de les famílies i el 3% de la població estaven per davall del llindar de pobresa.